# Gust
El sistema gustatori o sentit del gust (en plural gustos o gusts) és el sistema sensorial responsable de detectar substàncies químiques en forma sòlida i líquida a través dels receptors o cèl·lules gustatives. La percepció del gust s'inicia quan les molècules dissoltes en la saliva reaccionen químicament amb els receptors gustatius.
El gust és la percepció produïda o estimulada quan una substància a la boca reacciona químicament amb les cèl·lules receptores del gust situades a les papil·les gustatives de la cavitat bucal, principalment a la llengua. El gust, juntament amb l'olfacte i l'estimulació del nervi trigemin (registrant textura, dolor i temperatura), determina els sabors dels aliments i d'altres substàncies. Els humans tenen receptors gustatius a les papil·les gustatives i en altres zones, inclosa la superfície superior de la llengua i l'epiglotis. L'escorça gustativa és la responsable de la percepció del gust. Altres animals poden sentir-lo amb altres òrgans, com per exemple antenes, pèls, palps o cèl·lules tegumentàries.
La llengua està coberta de milers de petites protuberàncies anomenades papil·les, que són visibles a simple vista. Dins de cada papil·la hi ha centenars de papil·les gustatives. L'excepció són les papil·les filiformes que no contenen papil·les gustatives. Hi ha entre 2.000 i 5.000 papil·les gustatives que es troben a la part posterior i davantera de la llengua. Altres es troben al sostre, als costats i a la part posterior de la boca i a la gola. Cada papil·la gustativa conté de 50 a 100 cèl·lules receptores del gust.
Els receptors del gust a la boca senten les cinc modalitats de gust: dolç, àcid, salat, amarg i saborós (també conegut com a umami). Els experiments científics han demostrat que aquests cinc gustos existeixen i són diferents els uns dels altres. Les papil·les gustatives són capaços de distingir entre diferents gustos mitjançant la detecció de la interacció amb diferents molècules o ions. Els gustos dolços, saborosos i amargs es desencadenen per la unió de molècules als receptors acoblats a proteïnes G a les membranes cel·lulars de les papil·les gustatives. La salinitat i l'acidesa es perceben quan els ions de metalls alcalins o d'hidrogen entren a les papil·les gustatives, respectivament.
Les modalitats de gust bàsiques només contribueixen parcialment a la sensació i el sabor dels aliments a la boca; altres factors inclouen l'olfacte detectat per l'epiteli olfactiu del nas; textura, detectada a través d'una varietat de mecanoreceptors, nervis musculars, etc.; temperatura, detectada per termoreceptors ; i la " frescor" (com ara el mentol) i la "calor" (gust picant), a través de la quimestesi .
Com que el sistema gustatiu detecta coses tant perjudicials com beneficioses, totes les modalitats gustatives bàsiques es classifiquen com a aversives o apetitives, depenent de l'efecte que tenen les coses que senten sobre el cos. La dolçor ajuda a identificar els aliments rics en energia, mentre que l'amargor serveix com a senyal d'advertència dels verins.
Entre els humans, la percepció del gust comença a esvair-se a una edat avançada a causa de la pèrdua de papil·les de la llengua i una disminució general de la producció de saliva. Els humans també poden tenir distorsió dels gustos (disgeusia). No tots els mamífers comparteixen les mateixes modalitats de gust: alguns rosegadors poden notar el gust del midó (que els humans no), els gats no poden tastar la dolçor i diversos altres carnívors, com hienes, dofins i lleons marins, han perdut la capacitat de sentir fins a quatre de les cinc modalitats ancestrals de gust.
Alguns consideren que, almenys en els humans, el sentit del gust és el que connecta més amb les emocions, i potser per això intuïtivament relacionem l'alimentació amb l'afectivitat, per exemple en donar el pit a un nadó. Així, posteriorment, una manca d'afectivitat potser unida a altres problemes pot ser, encara que no necessàriament, l'origen d'un trastorn de comportament alimentari.

## Funcions
Encara que constitueixi el sentit menys desenvolupat, el gust es troba unit a l'olfacte (sentits químics), que completa la seva funció analitzant els aromes. Aquests dos sentits es complementen de tal manera que l'olor dels aliments que s'ingereixen ascendeix per la bifurcació aerodigestiva cap a la mucosa olfactiva. Aquest fenomen consisteix que es tasten els aliments primer pel nas.
Un exemple d'aquest fenomen és quan es té tapat a causa d'un refredat: el menjar es troba sense sabor. Alguns aliments, com ara la mostassa o, a Àsia, el rave japonès tenen especial tendència a pujar al nas.
El sabor és una combinació de diferents modalitats sensorials formada pel gust, l'olor ortonasal i l'olor retronasal, i la sensació tàctil que es té quan masteguem, anomenada també com "sensació bucal".
Aquest sentit, a més, és un poderós auxiliar de la digestió, ja que se sap que les sensacions agradables del gust estimulen la secreció de la saliva i els sucs gàstrics. Les papil·les gustatives tenen un paper molt important en aquest sentit.
Els receptors del gust es localitzen en botons gustatius, que estan envoltats per terminacions dels nervis gustatius. Són sensibles a substàncies dissoltes i, als Països Catalans, es considera que responen a quatre tipus de sabors: dolç, salat, amarg i àcid. Els nounats ja reaccionen de manera diferent a cada un d'aquests quatre sabors. També distingim el gust picant.
Cada sabor es nota preferentment en una àrea de la llengua diferent, a la punta se sent sobretot el dolç (al centre) i el salat (als laterals), als laterals el gust àcid i al fons l'amargor.
La distinció entre els diferents gustos i sabors considerats bàsics, a més de fisiòlogica, és cultural. Per exemple, al Japó es parla d'un gust bàsic que ells anomenen umami i que es troba a certes plantes, mariscs i peixos.
El desenvolupament de la percepció del gust i la distinció entre gustos diferents en un infant forma part del desenvolupament general d'aquest infant i depèn de la seva alimentació i la manera de fer-lo (gastronomia). La distinció es pot fer més acurada a base de formació i d'entrenament, sigui a l'entorn familiar des de petit o ja d'adult, com al cas de professionals del tast de vins o d'anàlisi organolèptica d'aliments en general.

## Gusts bàsics
El gust es detecta a la cavitat oral, específicament a les papil·les gustatives de la llengua, on es perceben els cinc gusts bàsics:
- Dolç: derivat del consum d'hidrats de carboni.

- Salat: detecta la presència de sals en els aliments (les sals són importants en la nostra dieta ja que ajuden a controlar l'homeòstasi del cos).

- Amarg: permet identificar aliments tòxics i/o perillosos per a la nostra supervivència (tenim molts receptors per a detectar aliments perillosos).

- Àcid: associat a aliments en mal estat (els aliments en estat de descomposició adquiereixen un cert gust àcid).

- Umami: anomenat també proteic,[27] associat a molècules de glutamat monosòdic i aspartat (són molècules associades a aliments com la carn, formatge i tomàquets).

## Estructura funcional

### Papil·les gustatives

Botó gustatiu

Les papil·les gustatives són petites protuberàncies que contenen els botons gustatius. Les trobem a la llengua, però també al paladar, la laringe i la faringe. Cada papil·la gustativa conté nombrosos botons gustatius, els quals reben i transdueixen el senyal químic en potencials d'acció. L'estimulació de les papil·les es dona quan les substàncies ingerides es dissolen en la saliva.
Les papil·les gustatives poden tenir diferents morfologies:
- Papil·les circumval·lades: les trobem a la part més posterior de la llengua. Les més grans contenen fins a cent botons gustatius.
- Papil·les foliades: es localitzen a les bandes laterals de la llengua.
- Papil·les fungiformes: situades a la part central de la llengua. Hi ha fins a cinc botons gustatius per papil·la fungiforme que solen estar ubicats a la part superior d'aquesta.
- Papil·les filiformes: tenen forma de filament i es localitzen la zona més anterior de la llengua. A diferència de les papil·les fungiformes i circumval·lades no tenen funció gustativa i manquen de botons gustatius, solament són receptors tàctils i capten la temperatura.

La superfície de les papil·les gustatives està formada per plecs. Aquests permeten l'augment de la superfície de contacte entre els cilis de les cèl·lules gustatives i les molècules dissoltes a la boca.

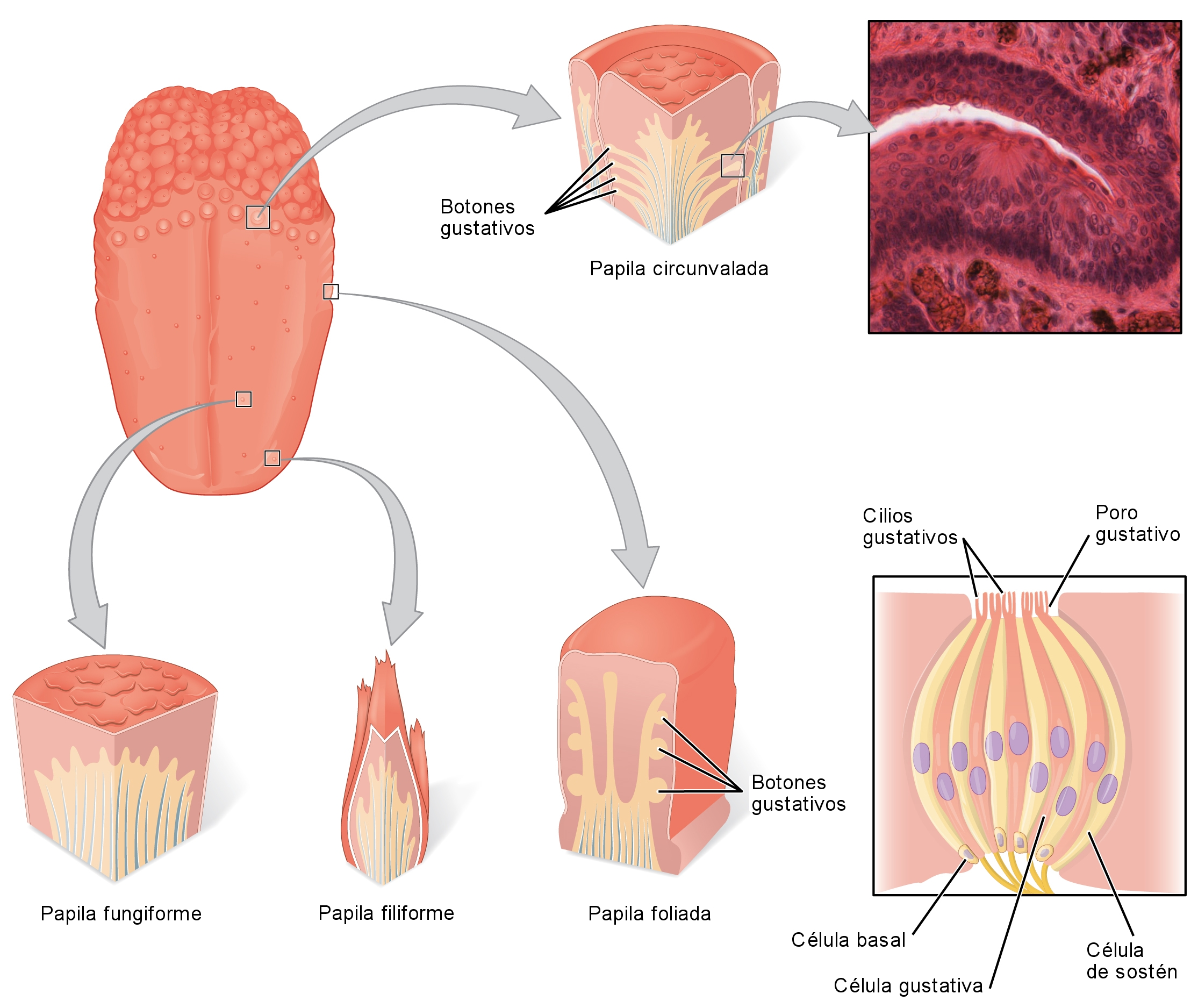
Tipus de papil·les gustatives

### Botons gustatius
Els botons gustatius són agrupacions de cèl·lules receptores del gust. Cada botó conté cèl·lules de diferents tipus, però cada cèl·lula només és sensible a un gust concret, és a dir, que només té receptors per les molècules que conformen un dels cinc gusts bàsics (dolç, salat, amarg, àcid i umami).

### Cèl·lules gustatives
Les cèl·lules gustatives són un tipus de cèl·lules receptores ciliades. Els cilis es projectes cap als replegaments de les papil·les gustatives, on entren en contacte amb les molècules dissoltes a l'interior de la boca. Aquests cilis contenen els receptors gustatius de tipus I i II. En aquestes cèl·lules receptores es durà a terme la transducció sensorial, concretament, del gust, procés per mitjà del qual l'estimulació química provinent dels aliments podrà ser processada, com a estimulació química, per l'organisme. Serà gràcies a la sinàpsi que les cèl·lules gustatives establiran amb nervis que duran la informació gustativa a l'escorça cerebral.

## Mecanisme de transducció
La transducció del gust es dona a les cèl·lules gustatives. La membrana d'aquestes es troba carregada negativament, quan les molècules d'una substància entren en contacte amb aquesta, la cèl·lula perd el seu potencial negatiu i es despolaritza fins a arribar al llindar de descarrega i produir un potencial generador. Aquest fenomen farà que la cèl·lula gustativa alliberi un neurotransmissor que serà rebut per un terminal neuronal lliure. La neurona corresponent respondrà amb potencials d'acció.
Existeixen dos tipus de mecanismes de transducció:

### Dolç, amarg i umami
Les cèl·lules gustatives per al dolç, l'amarg i l'umami són de tipus II. La transducció d'aquestes tres modalitats gustatives es dona per mitjà dels receptors metabotròpics, en concret els T1R (dolç i umami) i T2R (amarg). Aquests es troben als cilis de les cèl·lules gustatives.
Són receptors acoblats a una proteïna G de membrana anomenada gustducina, aquesta s'activa quan la molècula corresponent s'uneix al receptor. La gustducina, alhora, activa l'enzim fosfolipasa i aquest farà que s'obrin els canals de calci (TRPM4 i TRPM5), l'entrada d'ions de calci a l'interior de la cèl·lula n'augmenta la possitivitat i permetrà que s'obrin els canals de sodi controlats per voltatge. Aquest canvi de potencial de membrana generarà un potencial receptor que provocarà l'alliberament d'ATP com a neurotransmissor, aquest serà captat per una neurona que s'excitarà i portarà la informació al tronc de l'encèfal.
Aquest mecanisme es coneix com el segon missatger.

### Salat i àcid
Les cèl·lules gustatives pel salat i l'àcid són de tipus III i s'utilitzen canals ionotròpics. Si més no, els processos difereixen lleugerament l'un de l'altre.
- Salat: La presència de Na+ a la boca fa que les cèl·lues gustatives sensibles a aquest tipus d'ions obrin els canals per a que aquests entrin dins la cèl·lula. Això augmentarà la possitivitat de la cèl·lula fins a arribar al llindar necessari per obrir els canals de Na+/Ca+2 controlats per voltatge. L'entrada d'aquests dos tipus d'ions farà que el potencial de membrana arribi al llindar de descàrrega i es doni un potencial receptor que provocarà l'alliberament d'un neurotransmissors que seràn captats per una neurona que durà la informació al tronc de l'encèfal.
- Àcid: Els H+ dissolts a la boca entren a les cèl·lules sensibles a aquest tipus de ions i bloquegen els canals de sortida dels ions de K+. La concentració de H+ i K+ a l'interior de la cèl·lula fa que augmenti la possitivitat del potencial de membrana fins al llindar de descarrega i es produeixi un potencial receptor. Donades aquestes condicions, s'alliberarà 5-HT (serotonina) com a neurotransmissor a l'espai sinàptic, això excitarà una neurona que portarà la informació gustativa fins al tronc de l'encèfal.

## Vies gustatives
La via gustativa està formada per tres parells de nervis cranials (nervi facial, glossofaringi i vague) que porten la informació gustativa de la llengua fins al tronc de l'encèfal. Aquí, el nucli del tracte solitari (conjunt de nuclis de neurones sensorials que té diferents porcions i rep informació d'altres del òrgans del cos) és qui rep la informació dels tres parells de nervis cranials
- El nervi facial (VII parell cranial) aporta informació de la part anterior de la llengua.
- El nervi glossofaringi (IX parell cranial) aporta informació del terç posterior i regions laterals de la llengua.
- El nervi vague (X parell cranial) aporta informació de zones del paladar, laringe, faringe i epiglotis.

La informació, llavors, ascendeix fins que arriba al nucli ventral posteriomedial del tàlem i d'aquí es projecta l'hipotàlem lateral, l'amígdala i, principalment, a l'escorça insular i part del opercle parietal. Aquestes dos regions formen l'àrea gustativa primària

## Escorça gustativa
La informació que prové del nucli ventral posteromedial del tàlem es projecta es projecta a dues regions corticals: l'escorça insular i l'opercle parietal. Aquestes dues regions formen l'àrea gustativa primària.
Posteriorment, la informació es projectará a la una regió secundària corresponent a l'escorça orbitofrontal (regió on s'uneix la informació del olfacte per contribuir al que coneixem com a sabor) i a l'hipotàlem lateral (relacionat amb el reforç).

## Desenvolupament ontogènic
La investigació sobre la percepció olfactiva i gustativa és molt escassa. En el transcurs del desenvolupament, l'olfacte i el gust són investits de significació cultural.
En la fase neonatal, els nounats ja distingeixen els gustos bàsics, i fins i tot responen amb mímiques de la cara diferents a cada un d'aquests (reflex gustatiu facial). En aquest moment les papil·les gustatives tenen una discriminació més àmplia en els nens que en els adults i es troben en una gran part de l'interior de la boca i del paladar del nadó, aquestes. Aquestes es van especialitzant i localitzant en àrees cada cop més petites fins a l'edat de sis anys, quan ja resten pràcticament igual que en un adult.
El desenvolupament del gust està molt interpenetrat amb el desenvolupament general infantil. Això és perquè el gust és un element clau en l'alimentació, la qual és primordial en els nens. També, al voltant del menjar i de la percepció gustativa s'edifica un gran planell de la vida emocional dels nens.

## Trastorns del gust
Els pacients amb la malaltia d'Addison, insuficiència pituïtària o fibrosi cística de vegades tenen una hipersensibilitat als cinc gustos primaris.
- Agèusia: pèrdua total de la capacitat per apreciar sabors.

L'agèusia és una condició molt rara degut a l'abundant innervació de la llengua.
- Hipogèusia: pèrdua parcial del sentit gust.
- Hipergèusia: augment desmesurat de la sensibilitat gustatòria.
- Disgèusia: és el desordre gustatiu més comú de tots. Resulta en una alteració del la sensació gustativa, és a dir, es perceben sabors que no es corresponen amb la realitat. Per exemple, una persona amb aquesta condició notarà un gust salat quan l'aliment que realment està ingerint sigui de gust amarg.

L'avaluació de la persona amb alteracions del gust consta de quatre passos. El primer i segon pas consisteixen en una història clínica (amb atenció en la medicació), i un examen físic detallat, que inclogui la boca, fosses nasals i els parells cranials. La sensació del gust s'avalua donant al pacient solucions febles de sucre, sal i àcid acètic. El tercer pas són les proves especialitzades com l'electrogustometria. El quart pas són proves d'imatge, entre elles la ressonància magnètica nuclear per a l'examen de les vies gustatives centrals.
Els trastorns del gust poden estar provocats per nombroses causes: lesió neurològica, trastorns hormonals, problemes odontològics, certs medicaments, exposició a radioteràpia al capdavant i coll, envelliment. Hi ha nombrosos medicaments que poden ocasionar trastorns del gust, segons alguns informes al voltant del 20% dels casos de disgèusia estan relacionats amb fàrmacs.
No hi ha cap tractament específic per resoldre la pèrdua del gust. Si es deu a un mal funcionament de les glàndules salivals, pot ser tractada amb saliva artificial o pilocarpina.